# 李淶
李淶（1538年—1602年），字源甫，號養愚，江西贛州府雩都縣人，民籍，明朝政治人物。

## 生平
隆慶元年（1567年）丁卯科江西鄉試第十名舉人，五年（1571年）中式辛未科會試第二百八十名，三甲第一百九十四名進士。初授寶應縣知縣。萬曆五年（1577年）十二月，遷戶科給事中。內閣首輔張居正遭父喪，奪情視事，不久又充明神宗大婚冊使，李淶上疏，認為不宜。七年巡視光祿寺，七月以江南水災，疏陳四事，觸怒神宗，八月被外放為山東僉事。歷廣西左參議，十一年七月升湖廣副使，丁父憂歸。十五年七月復除原官，整飭蘇松常鎮兵備，十八年五月升右僉都御史、巡撫應天等處，期間打壓蘇州府知府石崑玉，釀成大案。十九年九月致仕歸。二十一年九月起復，以原官巡撫保定，推辭未赴任。著有《養愚先生集》。

## 家族
曾祖李穗；祖父李悅，省祭官；父李鈞（1516年-1583年），號見山，戶科給事中；母劉氏。具慶下。從兄李涵、李澹、李灌，從弟李湖、李湛、李藻。弟李濬。